# 上海长宁国际外籍人员子女学校
上海长宁国际学校（Shanghai Community International School，SCIS）是一所位於中华人民共和国上海市的非盈利性走读学校，該學校由独立的董事会負責管理，并由国际学校基金会負責监督。上海长宁国际学校在上海设有三个校区，分别位于浦西和浦东。

## 历史
上海长宁国际学校成立于1996年，招收的學生主要是居住在中国上海的外籍人士的子女。 